# Bałkanizacja
Bałkanizacja – proces rozpadania się państw, w wyniku którego powstają państwa nowe, często wrogo wobec siebie nastawione. Nazwa pochodzi od Bałkanów, gdzie w XIX wieku w wyniku dezintegracji Imperium Osmańskiego powstało wiele nowych, mniejszych państw. Sytuacją taką zagrożone są zazwyczaj państwa wielonarodowe lub wielowyznaniowe, w których występują konflikty wewnętrzne. Przykładem mogą być kraje postkolonialnej Afryki: Nigeria, Sudan, Demokratyczna Republika Konga, ale także Indonezja czy postsaddamowski Irak. Podobna sytuacja zaistniała w byłym Związku Radzieckim, gdy na początku lat 90. wystąpiły z niego byłe republiki. Także obecnie Rosja jest trapiona wewnętrznymi sporami, czego przykładem jest m.in. Czeczenia.